# Chlorid molybdeničitý
Chlorid molybdeničitý je anorganická sloučenina se vzorcem MoCl4, vyskytující se ve dvou polymorfech; v obou případech se jedná o paramagnetické pevné látky. Používá se na přípravu komplexů molybdenu.

## Struktura
Polymorf α vytváří polymer a β se vyskytuje jako hexamer. V obou případech je Mo centrum oktaedrické s dvojicí koncových a čtveřicí dvojnásobně můstkových chloridových ligandů.
Jsou také popsány adukty typu MoCl4L2, kde L je Lewisova zásada.

## Příprava
Chlorid molybdeničitý lze, jako α-formu, připravit dechlorací chloridu molybdeničného tetrachlorethenem:
2 MoCl5 + C2Cl4 → 2 MoCl4 + C2Cl6

## Reakce
Zahříváním α-MoCl4 v uzavřené nádobě za přítomnosti MoCl5 se vytváří β-MoCl4, v otevřené nádobě dochází k rozkladu na MoCl3 a Cl2.
2 MoCl4 → 2 MoCl3 + Cl2
Redukcí chloridu molybdeničného acetonitrilem vzniká acetonitrilový komplex chloridu molybdeničitého:
2 MoCl5 + 5 CH3CN → 2 MoCl4(CH3CN)2 + ClCH2CN + HCl
MeCN ligandy lze nahradit jinými:
MoCl4(CH3CN)2 + 2 THF → MoCl4(THF)2 + 2 CH3CN
MoCl5 je možné redukovat práškovým cínem na paramagnetický etherový komplex MoCl4(Et2O)2.